# Mimner aneb Hra o smrďocha (Atmar tin Kalpadotia)
Mimner aneb Hra o smrďocha (Atmar tin Kalpadotia) je experimentální próza Jiřího Gruši. Vznikala v problematické době nástupu normalizace od října 1968 do září 1969. Podává svérázný obraz totalitní společnosti, ať té československé, tak samotného vzoru východoevropských komunistických režimů - Sovětského svazu.

## Vznik knihy
Text se začal po kapitolách objevovat v roce 1969 na stránkách časopisu Sešity. Podepsán byl pseudonymem Samuel Lewis. Brzy bylo vydávání zastaveno a odhalený Jiří Gruša byl obžalován z šíření pornografie. Trestní stíhání bylo zastaveno na jaře roku 1970, román vyšel jako první kniha v samizdatové edici Ludvíka Vaculíka Petlice.

## Obsah
Jedná se o zvláštní experimentální román na pomezí cestopisu a fantastické sociologické reportáže o podivné kalpadocké civilizaci. Kalpadocie je absurdním a krutým světem, kde vládnou podivné a nepochopitelné mravy. Emoce jsou takřka potlačeny. Vztah mezi mužem a ženou je redukován na akt rozmnožování, který se odehrává před mnoha diváky. K uspokojování sexuálních potřeb slouží řitní soulože. Společnost je rozdělena nepochopitelným kastovním systémem, v kterém se jen těžko orientuje. Vyvrcholením života jednotlivce je násilná smrt; přirozený skon je považován za velkou potupu. Významnější jedinci jsou odměněni tím, že jsou jejich těla zalita medem.
Příběh vypráví v ichformě cizinec, pro nějž jsou zvyky, hierarchie a život společnosti zcela nepochopitelné. O svých zážitcích a pozorováních píše zprávy (kalpadocky Atmar tin Kalpadotia - Zpráva z Kalpadotie). V zájmu přežití přistoupí na některé z jejich krutých zásad a dočkává se tak jistého uznání. Účastní se hry s mrtvými a sám se stává obětí. Nakonec jeho tělo končí ve skleněné kedmii zalité v medu, a jeho oddělená hlava pozoruje příchozí pozorovatele s květinami.